# Stegodon
Stegodon (có nghĩa là "răng mái" trong tiếng Hy Lạp từ stegein στέγειν 'để che' và 'răng ὀδούς odous'), là một chi đã tuyệt chủng thuộc phân họ Stegodontinae, bộ Proboscidea. Nó đã được xếp vào họ Elephantidae (Abel, 1919), nhưng cũng đã được xếp vào họ Stegodontidae (RL Carroll, 1988). Stegodonts sống đa số ở châu Á trong thế Pliocen và Pleistocen (11.6 triệu năm đến 11.000 năm trước đây).

## Các loài
- Stegodon elephantoides (Myanmar, Java)
- Stegodon florensis (Flores, Indonesia)
- Stegodon ganesha (Ấn Độ, Pakistan)
- Stegodon insignis (Pakistan)
- Stegodon orientalis (Trung Quốc, Nhật Bản)
- Stegodon shinshuensis (Japan)
- Stegodon sompoensis (Sulawesi, Indonesia)
- Stegodon sondaari (Flores, Indonesia)
- Stegodon tetrabelodon syrticus (Shabi, Libya)
- Stegodon trigonocephalus (Java, Indonesia)
- Stegodon zdanski (Trung Quốc)